# Выборы губернатора Кемеровской области (2001)
Досрочные выборы губернатора Кемеровской области состоялись в Кемеровской области 22 апреля 2001 года. Одновременно прошли выборы глав администраций и муниципальных депутатов в некоторых территориях Кемеровской области.
Ещё до назначения выборов и в ходе кампании большинство политологов высказывались, что исход выборов очевиден — серьёзных конкурентов у Амана Тулеева нет.

## Предшествующие события
С 1997 года правительство Кемеровской области возглавлял Аман Тулеев. 1 июля 1997 президент Борис Ельцин указом сменил главу администрации Кемеровской области — Михаил Кислюк был отправлен в отставку, а вместо него на должность был назначен председатель Заксобрания Кемеровской области Аман Тулеев. На тот момент уже завершался процесс перехода к выборности глав регионов (17 сентября 1995 года был принят указ президента, определявший срок выборов назначенных ранее глав регионов) и это назначение стало последним назначением главы администрации. Законодательная база для проведения первых выборов главы администрации была подготовлена при администрации Михаила Кислюка — 5 июня 1997 был принят закон «О выборах Губернатора Кемеровской области», а 23 июня областное заксобрание назначило выборы губернатора Кемеровской области на 19 октября 1997 года.
Срок полномочий Тулеева истекал в октябре 2001 года, однако 25 января 2001 года Тулеев досрочно ушёл в отставку, чтобы совместить губернаторские выборы с муниципальными

## Ключевые даты
- 25 января Совет народных депутатов Кемеровской области принял отставку губернатора Амана Гумировича Тулеева и назначил выборы на 22 апреля 2001
- с 26 января по 26 февраля — период выдвижения кандидатов
- 21 апреля — день тишины
- 22 апреля — день голосования

## Выдвижение и регистрации кандидатов

### Право выдвижения
Губернатором может быть избран гражданин Российской Федерации, достигший возраста 30 лет. Одно и то же лицо не может занимать должность губернатора более двух сроков подряд.
В Кемеровской области допустимо как выдвижение кандидатов политическими партиями, так и самовыдвижение.
У кандидата не должно быть гражданства иностранного государства либо вида на жительство в какой-либо иной стране.

## Кандидаты
| Кандидат       | Должность (на момент выдвижения) | Партия                       | Статус          |
| -------------- | -------------------------------- | ---------------------------- | --------------- |
| Аман Тулеев    | экс-губернатор                   | беспартийный, самовыдвиженец | зарегистрирован |
| Сергей Неверов | депутат Госдумы РФ               | беспартийный, самовыдвиженец | зарегистрирован |
| Николай Власов | предприниматель                  | беспартийный, самовыдвиженец | зарегистрирован |
| Петр Сафонов   | безработный                      | беспартийный, самовыдвиженец | зарегистрирован |

## Итоги выборов
| Явка избирателей                                   | Явка избирателей                                   | Явка избирателей | Явка избирателей |
| -------------------------------------------------- | -------------------------------------------------- | ---------------- | ---------------- |
| Число избирателей, включённых в список избирателей | Число избирателей, включённых в список избирателей | 2 137 248        | 100 %            |
| Число бюллетеней, полученных комиссией             | Число бюллетеней, полученных комиссией             | 1 975 050        |                  |
| Процент испорченных бюллетеней                     |                                                    |                  |                  |
| Из них действительных бюллетеней                   | Из них действительных бюллетеней                   | 1 095 519        |                  |
| Из них недействительных бюллетеней                 | Из них недействительных бюллетеней                 | 16 875           |                  |
| Распределение голосов:                             |                                                    |                  |                  |
| 1                                                  | Аман Гумирович                                     | 1 040 524        | 93,54 %          |
| 2                                                  | Сергей Неверов                                     | 7886             | 0,71 %           |
| 3                                                  | Николай Власов                                     | 7326             | 0,66 %           |
| 4                                                  | Петр Сафонов                                       | 3849             | 0,35 %           |
| Против всех:                                       | Против всех:                                       | 35 934           | 3,23 %           |

Победу на выборах одержал Аман Тулеев, набрав 93,54 % голосов избирателей. 4 мая 2001 года он вступил в должность губернатора Кемеровской области